# Things Falling Apart
Albums de Nine Inch Nails
We're in This Together And All That Could Have Been
Things Falling Apart (Halo 16) est un album du groupe Nine Inch Nails. Il s'agit d'une collection de remixes électros de The Fragile, sorti en novembre 2000. Cet album propose des remixes souvent très éloignés des chansons originales, est largement à la hauteur[non neutre] de Further Down the Spiral, album de remixes de The Downward Spiral.

## Titres
Cet album comprend :
1. Slipping Away (Trent Reznor & Alan Moulder) : remix de Into the Void
2. The Great Collapse (Trent Reznor & Alan Moulder) : présence du refrain de The Wretched
3. The Wretched (Keith Hillebrandt) : remix de The Wretched
4. Starfuckers, Inc. (Adrian Sherwood) : Premier remix de Starfuckers, Inc.
5. The Frail (Benelli) : remix de The Frail
6. Starfuckers, Inc. (Dave Ogilvie) : deuxième remix de Starfuckers, Inc.
7. Where is Everybody (Danny Lohner & Telefon Tel Aviv) : remix de Where is Everybody
8. Métal (Trent Reznor & Alan Moulder), chanson originale de Gary Numan
9. 10 Miles High(Keith Hillebrandt) : vient d'une B Side de The Fragile, commence d'ailleurs par un sample qui apparaît à la fin de The Mark Has Been Made.
10. Starfuckers Inc. (Charlie Clouser) : dernier remix de Starfuckers, Inc.

On remarque que, à part Starfuckers, inc., aucun gros tube de The Fragile n'a été remixé (The Day the World Went Away,  We're in This Together). 10 miles High figure aussi sur le single de We're in This Together